# Лема на Шура-Бура
Лемата на Шура-Бура е твърдение от общата топология намиращо приложение в решаването на задачата за формулиране на необходими и достатъчни условия едно бикомпактно {\displaystyle T_{2}}-пространство да няма положителна размерност.
Лема на Шура-Бура: Нека {\displaystyle ({\mathcal {X}},F)} e бикомпактно {\displaystyle T_{2}}-пространство, като с {\displaystyle F\,} е означена фамилията от затворените му множества. За всяка нейна подфамилия
{\displaystyle \{{\mathcal {F}}_{\alpha }\}_{\alpha \in A}\subseteq F}
такава, че
{\displaystyle {\mathcal {S}}=\bigcap _{\alpha \in A}{\mathcal {F}}_{\alpha }\neq \varnothing }
и всяка околност {\displaystyle {\mathcal {V}}} на {\displaystyle {\mathcal {S}}} съществува крайно множество {\displaystyle A_{\mathcal {V}}\subseteq A}, за което
{\displaystyle \bigcap _{\alpha \in A_{\mathcal {V}}}{\mathcal {F}}_{\alpha }\subseteq {\mathcal {V}}.}